# Francesco Alunni Pierucci
Francesco Alunni Pierucci (Umbertide, 4 giugno 1902 – Perugia, 8 aprile 1985) è stato un sindacalista, partigiano e politico italiano.

## Biografia
Di famiglia contadina, aveva 15 anni quando si era iscritto al Partito Socialista Italiano. Non ancora ventenne divenne segretario della CdL di Umbertide e quando, per sfuggire alle persecuzioni dei fascisti, riparò in Francia, vi diresse le organizzazioni di emigrati a Tolone e a Nizza.
Entrato nelle file del Partito Comunista d'Italia, nel 1940 fu arrestato dalle autorità francesi e internato nel Campo d'internamento di Le Vernet, in quanto “cittadino di Paese nemico”. Consegnato nel 1942 alle autorità fasciste italiane e confinato in provincia di Cosenza, poté tornare al suo paese di origine sul finire di quell'anno.
Dopo la caduta di Benito Mussolini, le autorità badogliane incaricarono Alunni Pierucci di dirigere le organizzazioni dei mezzadri della provincia di Perugia. All'armistizio di Cassibile, il sindacalista entrò nella Resistenza locale; dopo la Liberazione, segretario della Camera del Lavoro perugina, nel 1948 fu eletto senatore nella I Legislatura, nelle file del Partito Comunista Italiano, restando in carica fino al 1953.
Dal 1952 al 1958 è stato sindaco di Città di Castello.